# 天津外国語大学
天津外国語大学（てんしんがいこくごだいがく、英語：Tianjin Foreign Studies University）は、中華人民共和国天津市河西区に本部を置く中国の公立大学。略称は「天外」あるいは「天津外大」、英語の略称は「TFSU」。

## 概観

### 概況
1964年に創立された天津外国語大学は、中国で代表的な「8大外大」の中の一校であり、中国政府奨学金を受給する外国人留学生の受入校のひとつである。2010年には教育部の認可を得て天津外国語大学に改名。学生の国際的な活躍を重視し、特に日本語学部の教育レベルで有名である。
2022年5月時点では、天津市河西区馬場道と、天津市浜海新区の2つのキャンパスを持ち、総面積は464,218.7平方メートル。文学、経済学、管理学、法学、教育学、芸術学、工学などの専攻を有している天津市重点大学で、61の学士専攻、1つの国家特別博士課程、7つの一次修士学位授与科目、29の二次修士学位授与科目、7つの修士専門学位授与カテゴリ（22の授与方向を含む）を有している。
2021年時点で、学部生9,230人、大学院学生数1,520人、計10,750人；専任教員数666人。

### 建学の精神
「中外求索 徳業競進」（中国語：中外求索，德业竞进）
「中外求索」とは、人材育成と科学研究において中華民族に深く根ざしつつ、広範な国際視野を持ち、世界中で真理を追求し、古今東西の文明の精髄を吸収しながら、絶え間なく探索することで、中国のソフトパワーの向上と中外の文化交流の促進において、異文化間のコミュニケーションの橋渡し役を果たすことを指す。
「徳業競進」とは、人材育成と科学研究において人格と学問をともに重視し、内外両面の改善を追求する一方、両方の相互促進を目指しつつ、積極的で開拓的な精神を持ち、知識の追求と自己養成を結びつけ、生命力を保ちながら、厚徳と博学を追い求め、高い道徳規範、専門的な精神、包括的な発展を追求し、国家の繁栄と世界の平和に貢献することを指す。

## 沿革

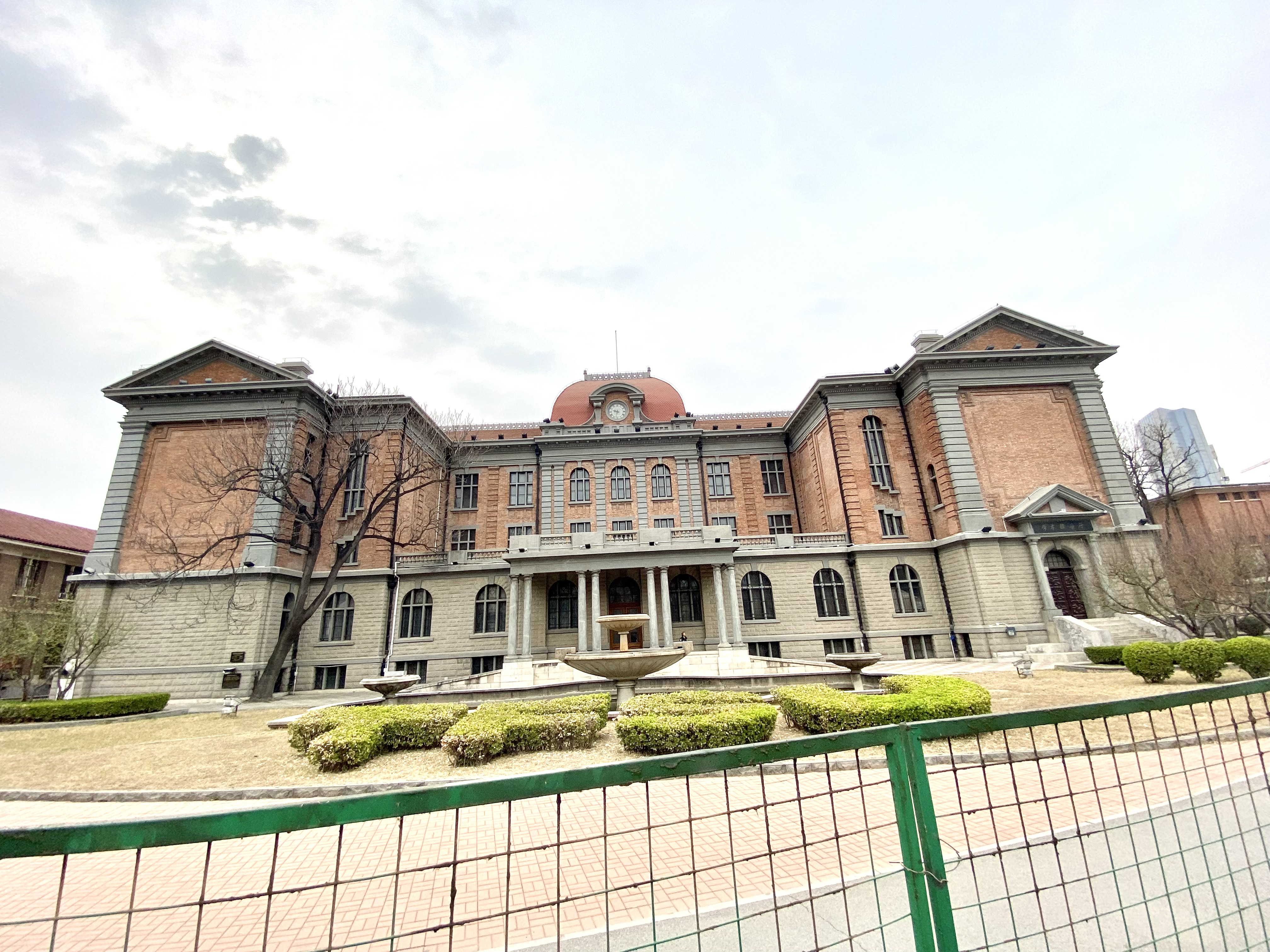
大学旧本館「鐘楼」、中国国家指定文化財

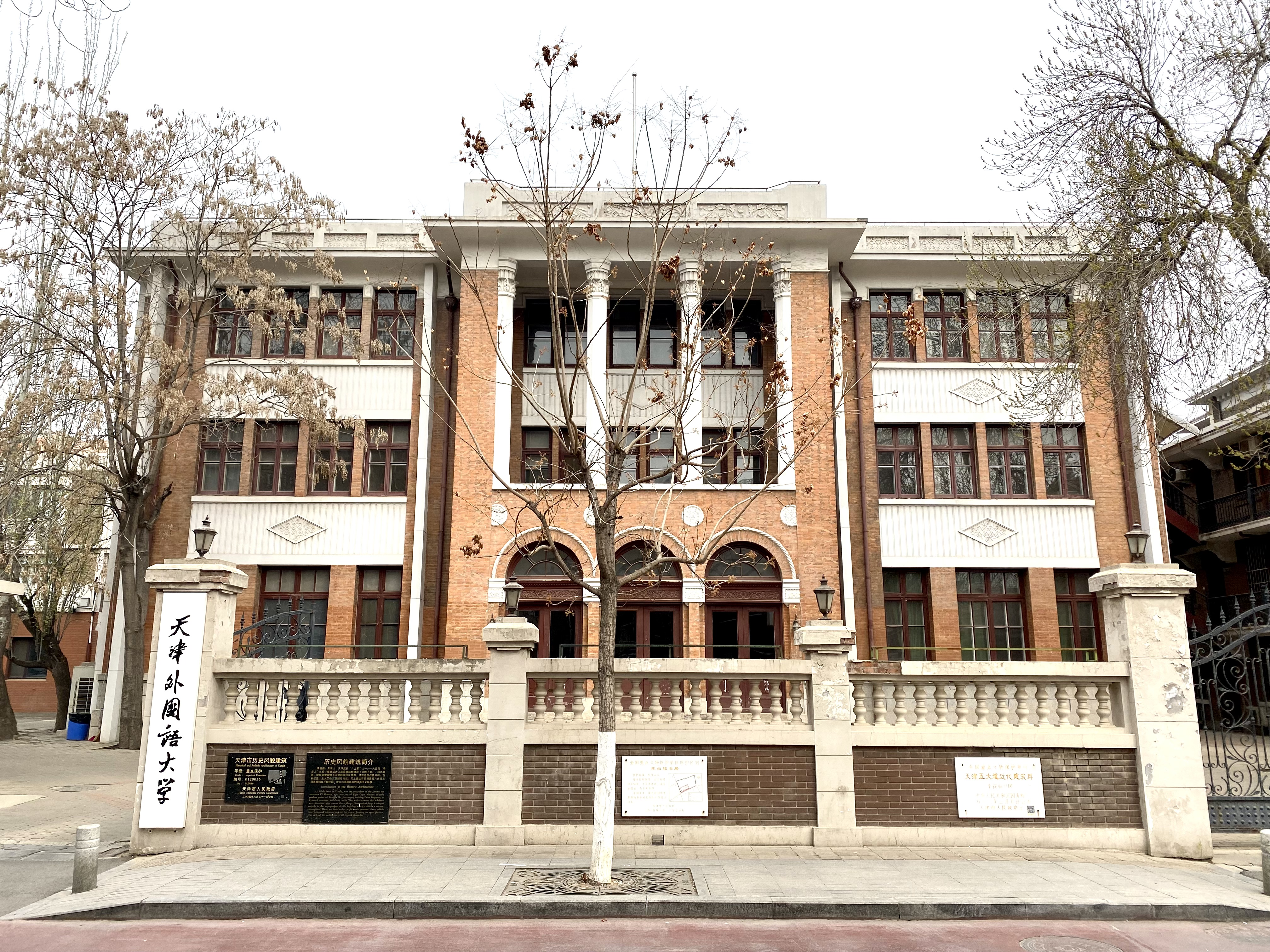
旧大学建

1921年、天津外国語大学の前身であった天津工商大学が馬場道に創設。1946年には西方言語学部が創立。

### 秦皇島外国語専門学校時期
1964年、秦皇島外国語専門学校が設立され、その後天津外国語専門学校に改名。
1970年、河北大学が河北省に移転し、外国語学科と中国語学科が天津外国語専門学校に統合され、馬場道キャンパスが成立。

### 天津外国語学院時期
1974年、旧天津外国語専門学校、旧天津外国語学校、旧天津師範学院の日本語専攻、旧河北大学の外国語と中国語の専攻が再編成され、天津外国語学院が成立。同年、フランス語学科、日本語学科、スペイン語学科が成立。
1981年、初の修士号授与機関として国務院から認可。
1984年、初の留学生の受け入れを開始。
2002年、天津外国語大学浜海キャンパスが天津浜海新区の大港高等教育エコパークに設立。
2005年、天津外国語大学国際商学部、天津外国語大学国際交流学院が設立。
2006年、スワヒリ語学科が設立され、元の東語学院のアラビア語学科、朝鮮語学科と一緒にアジア・アフリカ語学部が成立。

### 天津外国語大学時期
2010年、教育部の承認を得て天津外国語大学に改名、天津外国語大学「天津国際発展研究院」が成立。
2016年、国家留学基金委員会の「優秀な学部生の国際交流プロジェクト」の実施機関として認定。

## 教育・研究

### 大学の構成

#### 学部・研究科
- 英語学部：

　　　英語、翻訳、ビジネス英語
- 日本語学部：

　　　日本語
- ヨーロッパ言語文化学部

　　　ロシア語、フランス語、ドイツ語、スペイン語、イタリア語、ポルトガル語、フィンランド語、ハンガリー語、ポーランド語、チェコ語、ウクライナ語、ベラルーシ語、ブルガリア語、ルーマニア語、ギリシャ語、セルビア語
- アジア・アフリカ言語学部

　　　朝鮮語（韓国語）、アラビア語、スワヒリ語、ハウサ語、ペルシャ語、トルコ語、インドネシア語、マレー語、タイ語、ミャンマー語、カンボジア語、ヒンディー語、モンゴル語
- 国際メディア学部

　　　漢言語文学、新聞学（国際新聞、ネットワーク新聞）、広告学、コミュニケーション学、アニメーション、教育技術学
- 国際関係学部

　　　法学、国際政治、行政管理、外交学
- 国際商学部

　　　国際経済と貿易、金融学、経済学、会計学、人材資源管理、財務管理、情報管理と情報システム、マーケティング、旅行業管理、国際ビジネス、デジタルビジネス
- 国際交流学部

　　　中国語国際教育
- 高級翻訳学部

　　　翻訳
- 求索名誉学部

　　　金融学（英語）、金融学（日本語）、財務管理（英語）
- 国際交流学部
- 応用外語教育センター
- 通識教育学部
- 基礎課部
- 思政部
- 継続教育学部
- 体育部
- 天津外国語大学研究生院（大学院）

#### 研究機関
- 教育部国別及び地域研究センター：

朝鮮半島研究センター（東北アジア研究センター）、ラテンアメリカ研究センター、ロシア研究センター、ウクライナ研究センター、ポルトガル研究センター、フランス研究センター 
- 天津市級協働創新センター：

中央文献対外翻訳及び伝播協働創新センター（共建） 天津市一般高等学校人文社会科学重点研究基地：外国語文学文化研究センター、言語記号応用伝播研究センター 
- その他の科学研究プラットフォーム：

翻訳研究所、中外比較文化研究所、アメリカ研鑒究センター、アメリカ黒人文学研究所、英語教育研究所、日本文化研究所、シェイクスピア劇詩研究所、天津国際開発研究院

### 学術誌
2022年5月時点で、「天津外国語大学学報」、総合文化誌「世界文化」、学術雑誌「中訳外研究」「言語と記号」、学術ウェブ誌「"文明互鑒・文明互訳"百家談」などを出版している。

### 国際交流
世界40以上の国々の240以上の大学や教育機関と交流協定を締結している。